# بادي هاردمان
بادي هاردمان (بالإنجليزية: Buddy Hardeman)‏ هو لاعب كرة قدم أمريكية أمريكي، ولد في 21 أكتوبر 1954 في أوبورن في الولايات المتحدة.

## وصلات خارجية
- بادي هاردمان على موقع مرجع كرة القدم المحترفة.كوم (الإنجليزية)